# Dipartimento di Kani
Il dipartimento di Kani è un dipartimento della Costa d'Avorio situato nella regione di Worodougou, distretto di Woroba.
La popolazione censita nel 2014 era pari a 73.889 abitanti.
Il dipartimento è suddiviso nelle sottoprefetture di Djibrosso, Fadiadougou, Kani e Morondo.